# Čiara
Čiara (ukrainien : Межа) est un film policier slovaco-ukrainien réalisé par Peter Bebjak, sorti en 2017.

## Fiche technique
- Titre original slovaque : Čiara
- Titre ukrainien : Межа
- Réalisation : Peter Bebjak
- Producteur : Wanda Adamík Hrycová
Andryi Yermak
- Scénario : Peter Balko
- Pays de production :  Slovaquie -  Ukraine
- Durée : 108 minutes
- Date de sortie : 3 juillet 2017 en  Slovaquie
- Pays : Slovaquie

## Distribution
- Tomáš Maštalír - Adam Krajňák
- Stanislav Boklan - Krull
- Zuzana Fialová - Saša Krajňáková
- Benkö Géza - Taras
- Rymma Zioubina est Anna Dacey.
- Andrej Hryc - Peter Bernard
- Filip Kankovský - Viktor
- Emília Vášáryová - Anna Krajňáková

## Prix
- Festival international du film de Karlovy Vary 2017 : Prix du meilleur réalisateur[1].
- Arras Film Festival 2017 : Atlas d'or du meilleur film et Prix regards jeunes[2].